# Boris Nikitin
Boris Nikitin (n. 5 martie 1938, Tbilisi, Republica Sovietică Socialistă Gruzină, URSS – d. 20 octombrie 1984, Tbilisi, Republica Sovietică Socialistă Gruzină, URSS) a fost un înotător ce a reprezentat Georgia, medaliat olimpic. A participat la 2 ediții ale Jocurilor Olimpice (1956, 1960) în care a câștigat o medalie de bronz.